# Ewa Stykowska
Ewa Stykowska (ur. 1954) – dziennikarka.
Absolwentka Wyższej Szkoły Pedagogicznej w Krakowie. Karierę dziennikarską rozpoczynała w Polskim Radio Kraków, gdzie zajmowała się reportażami. Była jedną z pionierek reportażu stereofonicznego. W 1989 nadzorowała od strony programowej produkcję programów przedwyborczych Komitetu Obywatelskiego „Solidarność”. W latach 90. znalazła się w pierwszym zespole Radio Małopolska Fun a następnie RMF FM. Przed odejściem w 1999 była dyrektorem anteny. Przez następnych sześć lat pracowała w Radio Kraków, by od 2005 podjąć pracę w TVN przy produkcji seriali fabularnych.

## Nagrody i wyróżnienia
- II stopnia przewodniczącego Komitetu ds. Radia i Telewizji za radiowy magazyn informacyjno-publicystyczny w Polskim Radio w Krakowie „Co niesie dzień” (1981), III
- Nagroda w konkursie na reportaż radiowy „Polska ‘88” za audycję „Taki nam się snuje dramat” (1988).